# محمدرضا خان‌محمدی خرمی
محمدرضا خان‌محمدی خرمی نمایندهٔ دورهٔ نهم مجلس شورای اسلامی و نایب رئیس دوم کمیسیون صنایع و معادن مجلس شورای اسلامی از حوزهٔ انتخابیهٔ ابهر و خرمدره و سلطانیه در استان زنجان بود.
وی هم اکنون استاد تمام دانشگاه بین المللی امام خمینی است. وی از تاریخ 17 تیر 1399 تا 31 شهریور 1399 رییس دانشگاه آزاد قزوین بود.

## زندگی‌نامه
دکتر محمدرضا خان محمدی در سال ۱۳۴۳ در شهرستان خرمدره متولد شد و تحصیلات مقدماتی را در خرمدره گذرانده و سپس وارد دانشگاه تهران برای تحصیل کارشناسی شیمی شد. او دارای دکترای شیمی تجزیه از دانشگاه شهید بهشتی تهران است. خان‌محمدی خرمی، نماینده مردم شهرستان خرمدره و ابهر در مجلس نهم بوده است. وی در تاریخ ۱۷ تیر ۱۳۹۹ با حکم دکتر طهرانچی رئیس دانشگاه آزاد به ریاست دانشگاه آزاد اسلامی استان  قزوین منصوب شد و در تاریخ 31 شهریور 1399 از این سمت استعفا کرد. با پذیرش استعفای وی دکتر ناصر حمیدی سرپرست دانشگاه آزاد اسلامی استان قزوین شد.